# ATI Technologies
 (транскр.  Еј-Ти-Ај текнолоџиз инк.), познатија само као ATI, била је корпорација за технологију полупроводника са седиштем у Маркаму, Онтарио, Канада. Специјализовала се за развој јединица за обраду графике и чипсетова. Основана је 1985. године као Array Technology Inc., а постала јавна 1993. године. Године 2006, купила ју је компанија AMD.